# Olav Hansson
Pour les articles homonymes, voir Hansson.
Olav Hansson (né le 23 juillet 1957) est un sauteur à ski norvégien.

## Palmarès

### Championnats du monde
| Épreuve / Édition | Oslo 1982 |
| Petit Tremplin    | 7e        |
| Grand Tremplin    | Argent    |
| Par Equipes       | Or        |

### Coupe du monde
- Meilleur classement final: 4e en 1983.
- Meilleur résultat: 2e.